# ليني يورو
ليني أوليفييه يورو (من مواليد 13 نوفمبر 2005) هو لاعب كرة قدم فرنسي محترف يلعب في مركز قلب الدفاع لنادي مانشستر يونايتد الإنجليزي. يُعتبر على نطاق واسع واحدًا من أفضل اللاعبين ولاعبي الوسط الشباب في العالم.

## النشأة
وُلد ليني يورو في 13 نوفمبر 2005 في سان موريس بفرنسا، وقضى سنواته الأولى في ألفورتفيل. ينحدر من أصل إيفواري من جهة والده. في سن الخامسة، بدأ لعب كرة القدم في نادي يوجا مكابي باريس متروبول حيث قضى موسمًا واحدًا قبل الانتقال مع عائلته إلى منطقة ليل. ثم واصل تعلمه الكروي في فيلينوف داسك حيث نشأ. وأخيراً انضم إلى فريق الشباب في نادي ليل في عام 2017.

## مسيرة الأندية
ظهر يورو لأول مرة مع الفريق الرديف لنادي ليل في عام 2022، ووقع سريعًا أول عقد احترافي له مع النادي في 10 يناير 2022. شارك لأول مرة مع الفريق الأول لنادي ليل عندما فاز الفريق 3-1 على نادي نيس في الدوري الفرنسي في 14 مايو 2022. في عمر 16 عامًا وستة أشهر ويوم واحد، يعد يورو ثاني أصغر لاعب في تاريخ ليل بعد جويل هنري، متفوقًا على إيدين هازارد.
في 24 أغسطس 2023، سجل يورو هدفه الأول مع النادي في فوز 2-1 على نادي رييكا في ذهاب جولة المباريات الفاصلة في دوري المؤتمر الأوروبي 2023–24. بعد شهر، في 16 سبتمبر، سجل هدفه الأول في الدوري الفرنسي مع ليل في تعادل 2-2 خارج الديار ضد رين.